# Troy Dorsey

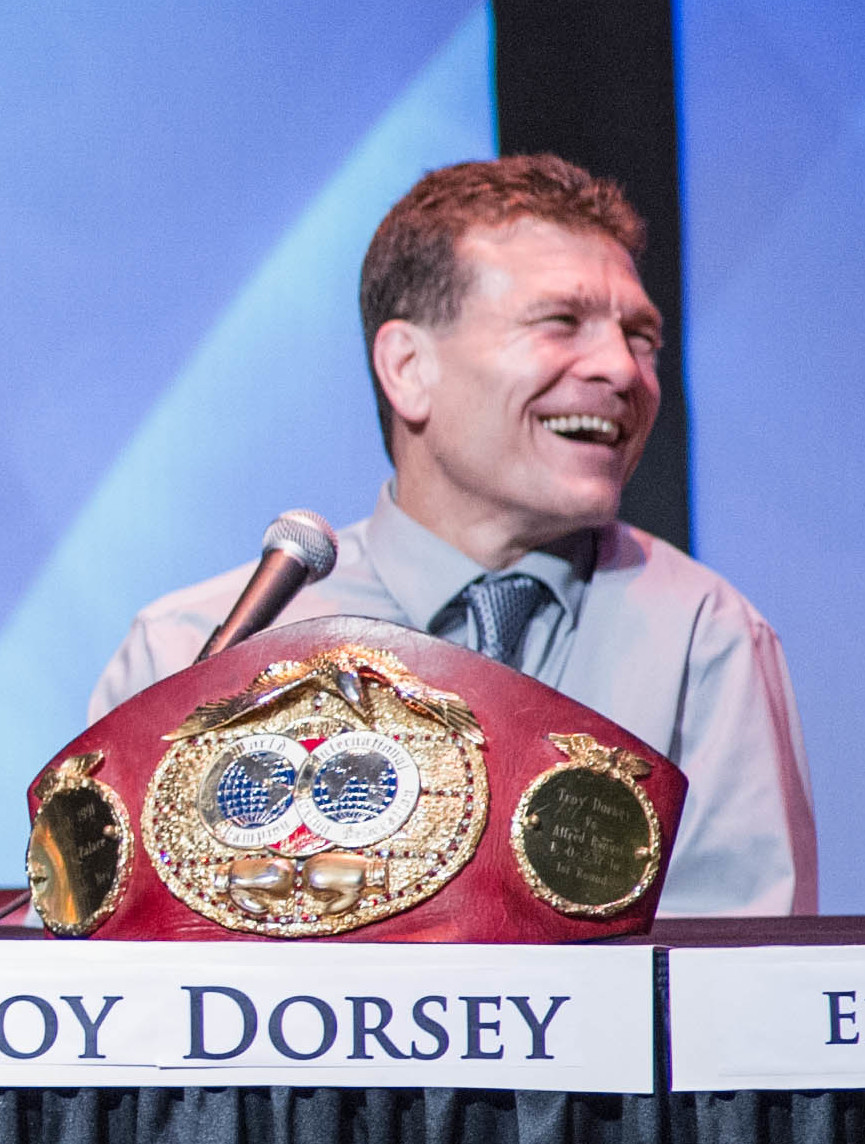
Troy Dorsey (2014)

Troy Dorsey (* 19. November 1962 in Mansfield, Texas) ist ein ehemaliger US-amerikanischer Boxer im Federgewicht. 

## Profi
Im April 1985 gab er erfolgreich sein Profidebüt. Am 3. Juni 1991 wurde er Weltmeister der IBF, als er Alfred Rangel durch klassischen K. o. in Runde 1 besiegte. Diesen Gürtel verlor er allerdings bereits in seiner ersten Titelverteidigung gegen Manuel Medina im August desselben Jahres. Im Jahre 1998 beendete er seine Karriere.